# Кособа (Карабалицький район)
Кособа́ (каз. Қособа) — село у складі Карабалицького району Костанайської області Казахстану. Адміністративний центр Кособинського округу.
Населення — 206 осіб (2021; 351 у 2009, 841 у 1999, 1241 у 1989).